# Tomás Dias Batista
Tomás Dias Batista (Iguape, 7 de novembro de 1738 — Iporanga, em 23 de dezembro de 1802) foi um sertanista brasileiro. Foi um grande explorador de ouro nas minas do Iporanga e Apiaí, tornando-se um abastado proprietário. Foi capitão comandante da Segunda Companhia da Província de São Paulo.
Teve, do que se sabe, 16 filhos que formaram ramos que se espalharam pelo Sul e Sudeste do Brasil, mantendo o sobrenome composto ou ampliando-o (Martins Dias Batista, Dias Batista Prestes), ou mesmo alterando-o como no caso dos Dias Tatit, de Itararé. 
Tomás começou cresceu e começou sua vida em Iguape, subindo o Rio Ribeira com embarcações, levando arroz, querosene, pólvora e outros gêneros que trocava por ouro, moeda corrente na região. Finalmente se torna minerador, estabelecendo moradia e suas lavras em Iporanga, onde os filhos foram criados. É ali também que exerce o cargo de capitão da Guarda Nacional. 
Tomás aparece pela primeira vez no censo de Iguape usando o sobrenome Souza, de seu pai. Nos próximos censos passa a ser tratado como “Thomaz Dias Baptista”, seguindo sobrenome adotado por sua irmã mais velha, Narcisa. 
Os Batistas da Ilha da Madeira
Através obra clássica de genealogia "Familias da Madeira e Porto Santo, volume 1, título Batista, do cônego Fernando de Menezes Vaz, podemos confirmar a origem dos Batistas. "Micer Batista, cavaleiro genovês era da família dos Spínola. Recebeu de Lancerote Teixeira em 1470, muitas terras no Porto da Cruz, Faial e [[Santa
Cruz]], onde teve casas na primeira (Solar Batista) e na última. Ainda hoje há no Porto da Cruz o sítio da Terra Batista e em Santa Cruz o pomar do Batista". Mais à frente o texto explica melhor a sua chegada à Madeira.  
"Micer Baptista Spínola, cavaleiro genovês, foi um dos pimeiros que povoaram esta ilha.......recebeu terras nas freguesias... Porto da Cruz, onde a um sítio que dele tomou o nome de Terra do Baptista. Esta Data (terras) foi confirmada por carta da Infanta D. Beatriz da qual (carta) ele requer huma publica Forma que lhe foi dada 1486 por mandado de Gonçalo Arraes, cavaleiro da Casa do Duque por ter ardido a casa com todos os seus titulos e papeis".
"Veio Micier Baptista, no seu destino de ligure, amigo do mistério e foi envolvido pelo destino da ilha......., lançou ramadas de gerações...".
Micer, no entanto, não era um nome, mas o título, provavelmente corruptela da palavra francesa para senhor.  
Sabe-se que os Spínola eram uma das quatro famílias mais importantes da nobreza feudal de Genova, originários do nobre cavaleiro germânico Ido, que em 951 veio da Germânia no séquito de seu primo Otão I, que o fez Visconde de Gênova, um seu neto de nome Guido, ou Guidone foi em uma cruzada à Jerusalém na Terra Santa e trouxe um espinho da coroa de nosso senhor Jesus Cristo, e devido a isto, a família de Guido passou a ter o cognome de Spinola, e usar escudo heráldico uma "spínula", ou seja um espinho.
Terra Batista e Pomar do Batista
Dentro da “Terra Batista”, atual denominação de um bairro em Porto da Cruz, havia o Solar Batista. Segundo historiadores da Madeira, como engenheiro Luís Peter Clode, na obra "Familias de Passaram à Madeira", o Morgado Batista ou Solar Batista, era vinculado a aristocrática família Batista de Porto da Cruz, descendente do cavaleiro da Casa Real Micer Batista, ou Micer Batista Spinola.
A história de Porto da Cruz faz menção a família Batista conforme informa o site da Câmara Municipal do Machico, ao tratar da freguesia de Porto da Cruz, dizendo que "nesta freguesia viveram importantes famílias aristocráticas como os Batistas, Leais e Monizes".
Além da Terra Batista a família também ocupou outro local na ilha, mais próximo ao Funchal, ao lado de onde hoje fica o Aeroporto da Ilha da Madeira: O Pomar do Batista, em Santa Cruz.
Cristóvão Colombo - Amigo de Micer Batista Spínola
Conta-se que antes de sua viagem de descoberta da América, Cristóvão Colombo foi à Ilha da Madeira, numa missão que buscava a compra de açúcar, através daquele que além de produzir, negociava a produção açucareira da ilha, Micer Batista Espínola. O decano dos Batistas na Madeira era amigo de infância e adolescência do descobridor genovês. Colombo, segundo consta, ficou na ilha por três anos. 
De Batista a Dias Batista
Conforme apurou o historiador e genealogista Cláudio Dias Batista, o pai de Tomás, João Batista de Sousa, saiu da Ilha da Madeira e aportou em Iguape por volta de 1730, casando-se com Ana Dias Pereira, alguns anos depois. Ela era filha de Antonio Pereira Nunes e Isabel de Pontes Furão, cuja genealogia alcança Cosme Fernandes, um dos primeiros povoadores do litoral paulista, no século XVI. O termo original de casamento, levantado pelo citado genealogista, diz:
Aos 4 dias do mês de... 737 nesta matriz de Nossa senhora das Neves da Villa de Iguape...vigário desta Comarca Cristovão da Costa e não havendo impedimento João Batista natural da ilha da Madeira, cidade do Funchal da Vila do Porto freguesia de Santa Cruz, filho legítimo de Manuel Batista e de Filipa da Silva, naturais e moradores da ditta vila e frequesia com Ana Dias Pereira, filha legítima de António Pereira Nunes, já defunto e de Isabel de Pontes Furão, todos naturais e moradores desta villa de iguape... Testemunha: João Pereira Nunes, casado.
Ana Dias descende dos primeiros povoadores
Por sua mãe, Ana Dias, Tomás descende dos primeiros europeus que chegaram ao Brasil. A mãe de Ana Dias, Isabel de Pontes foi neta do donatário e Capitão-mor de São Vicente Francisco Alvares Marinho conforme comprovam os inventários, sendo seu pai Francisco de Pontes Vidal herdeiro de sesmarias do Capitão-mor. Ana Dias descende  das primeiras famílias brasileiras, como os Dias Paes Leme, da qual são originários a familia "Dias" de Iguape, conforme atesta o historiador inglês Guilherme Young em "Apontamentos genealógicos das Famílias Iguapenses". Os membros da família ora são denominados apenas "Dias" como o capitão Domingos Dias, irmão de Antonio Dias Paes Leme, que usava o apelido completo Dias Paes Leme. Young relata que Antonio Dias e outros sertanistas fizeram várias incursões ao interior, inclusive as Minas do Caetés, demonstrando o espírito buliçoso dos bandeirantes. 
DESCENDÊNCIA DE TOMÁS DIAS BATISTA
Tomás é pai de dezesseis filhos que, constituindo famílias, fundaram e desenvolveram inúmeras cidades no interior de São Paulo e Paraná. Iniciou sua vida comercializando produtos pelo Rio Ribeira, através de navegação em canoas, tornando-se mais tarde explorador de ouro das minas de Iporanga e Apiaí.
Iguape então se chamava "Nossa Senhora das Neves de Iguape". Animado do intrépido espírito bandeirante, Tomás deixa Iguape no litoral paulista e adentra o sertão à procura de ouro, subindo o Ribeira de Iguape. Em 1784 era alferes e tinha 22 escravos. Assentou a tenda em Iporanga, já casado e com muitos escravos  explorou as minas do Iporanga e Apiaí.
De acordo com o censo de 1794, Tomás é capitão comandante da Segunda Companhia de tropas da província de São Paulo, sediada em Apiaí, minerador de ouro e proeminente produtor de cereais, dono de 48 escravos. É considerado um dos fundadores de Iporanga.
A esposa Rita de Oliveira Rosa
Tomás casou-se com Rita de Oliveira Rosa, de rica família, filha de Manuel Rosa Luís( da familia Rosa dos açores descendentes do flamengo Pieter Van der Roose, onde o sobrenome Roose foi traduzido para Rosa) e Maria da Anunciação de Oliveira. Os Rosas  eram exploradores de minas de ouro e tinham propriedades no Córrego dos Monos, Dourada, Anta Gorda, Porto Velho e Mamonas etc, e detinham o maior plantel de escravos do Alto Ribeira (Rose Leine Bertaco Giacomini-USP, 2010). Rita era irmã de Ana de Oliveira Rosa, a mais rica proprietária de o todo Ribeira, sendo que em seu domicílio, no censo de 1816, constava 43 agregados e 154 escravos. Sua mãe, chefe do clã, Maria da Anunciação de Oliveira Rosa, viúva, detinha em 1784, o segundo maior plantel de Apiaí (cf. Motta, Valentim, 2000, USP). Rita era irmã do sargento-mor Antônio de Oliveira Rosa.
De seu casamento com Rita de Oliveira Rosa, deixou numerosa descendência (dezesseis filhos), formando um clã de homens destemidos, onde falava mais alto o sangue bandeirante proveniente de seus ascendentes, conquistadores da capitania São Vicente desde a época Martim Afonso de Sousa aportou em Tumiaru. 
Os filhos de Thomás Dias Batista e Rita de Oliveira Rosa
- Capitão Ignácio Dias Baptista, o célebre Capitão Apiaí, morto pelos índios gentios na conquista do Botucatu, que também já havia sido chamado de Tenente Apiaí. Foi vereador em Sorocaba, casado com Flávia Domitila (Fonseca Teles) Monteiro, oriunda de velhos troncos paulistas (Almeida do Prado e Cunha Gago), e da nobreza portuguesa, os Teles de Menezes de Vilar Maior (Genealogia Paulistana, título Prados, V-3, pg 265) dando origem ao ramos Dias Batistas de Sorocaba e Águas de Santa Bárbara. Inácio e Flávia  tiveram entre outros, os filhos, Pedro Dias Baptista, sertanista, povoador dos sertões do Botucatu ainda dominado pelos índios; Roberto Dias Baptista, grande capitalista e produtor de algodão em larga escala e empregou sua fortuna na fundação da Companhia Sorocabana de Estrada de Ferro; Francisco Dias Baptista, Coronel da Guarda Nacional, desbravador de Santa Bárbara do Rio Pardo e Lençóis Paulista, juntamente com seus irmãos Coronel Benjamin Dias Baptista e Coronel Pedro Dias Baptista, todos grandes proprietários de terras e figuras atuantes no militarismo e na política.
- Tenente Gordiano Dias Batista, manteve-se em Iporanga, onde administrou várias propriedades, entre elas o Sítio Caracol, onde se produzia aguardente e melado. O imóvel passou ao filho Anacleto Dias Batista (nascido em 1835 em Iporanga, SP e falecido em 27 de fevereiro de 1927 em Ribeira, SP) - não confundir com seu tio, o Padre Anacleto Dias Batista -  e posteriormente ao neto, José Dias Batista (nascido em 9 de fevereiro de 1865, em Iporanga, agente dos Correios e comerciante em Ribeira, SP, onde faleceu em 27 de janeiro de 1945), deixando a segunda esposa Cecília Nunes, com quem teve dois filhos: Édison e Wilson Dias Batista.  
Claudio Dias Batista nos traz o termo original de casamento de Gordiano, que assim diz: 
Aos dose de dezembro de mil oitocentos e dose nesta villa de Apiahi, depois de feitas as três canônicas admoestações, sendo dispensados do segundo grau de consanguinidade, e em presença das testemunhas Manuel Joaquim Duarte do Valle, e Lourenço Dias Baptista, pessoas de mim bem conhecidas procedendo o sacramento da penitencia, em minha presença se casaram com (patens) de presente Gordiano Dias Baptista filho do Capitão Tomás Dias Baptista, e de sua mulher d. Rita de Oliveira Rosa com D. Senhorinha, filha de D. Angela de Oliveira Rosa e do Capitão-Mor Antonio Duarte do Valle, já falecido, naturais e todos fregueses desta paroquia e na missa lhes dei as Bençãos nupciais na forma da Igreja e por verdade fiz este assento que assignei. O Vig. Generoso Alexandre Vieira. Gordiano teve 13 filhos, segundo aponta a obra inédita de Claudio Dias Batista: Bento, Claro, Mafalda, Catarina, Gorgônio, Filipa, Gregório, Miguel, Tertuliano, Joana, Joaquina, Anacleto e Salvador.
- Bernarda Dias Batista, que casando-se com Salvador Martins Costa deu origem ao sobrenome composto "Martins Dias Baptista", que mantém-se até hoje, na região de Apiaí e Sorocaba.
- Maria Dias Batista (nascida em 1796, em Apiaí. De seu casamento com Joaquim José Gomes Prestes surgiu o sobrenome composto "Dias Baptista Prestes".
- Antônio Dias Batista, que morou na Vila do Príncipe (atual Lapa (Paraná)) e posteriormente em Castro (Paraná) na fazenda Carambeí. Teve, entre outros, o filho Bonifácio José Dias Baptista ou Bonifácio José Batista, Barão de Monte Carmelo, proprietário do maior latifúndio do Paraná e homem de prestígio na província. Proprietário da Fazenda Capão Alto, onde, na casa sede, mantinha grande biblioteca. Hoje a casa sede está tombada pelo Patrimônio Histórico Paranaense. Bonifácio foi casado com Ana Luísa, filha do comendador Manuel Inácio do Canto e Silva. Teve um filho, comendador Manuel Bonifácio da Silva Baptista, casado com Júlia Prates filha do Conde Prates e de Ana da Silva Machado filha de João da Silva Machado, Barão de Antonina. O filho Firmino Teixeira Baptista, o "afamado" Coronel Vivida, grande proprietário nos Campos de Palmas no Sul do Paraná, que antes havia se estabelecido e casado no Rio Grande do Sul, e, do qual descendem ilustres famílias paranaenses. Teve Antônio Dias Baptista o também filho, Francisco Antônio Baptista Rosas que se estabeleceu no Rio Grande do Sul, onde casou-se, e um de seus filhos (Pedro) casou com uma jovem da família de sua tia Ana Luísa do Canto e Silva esposa de seu tio Bonifácio Dias Baptista, barão de Monte Carmelo.
- Lourenço Dias Batista, que tornou-se muito rico e constituiu extensa geração, ainda na região de Apiaí, SP. Neste ramo encontramos vários prefeitos de Apiaí, Ribeira e outras cidades da região.  
Famosos na família
Da estirpe Dias Baptista ainda aparecem vários outros audazes sertanistas como Antônio Dias Baptista Prestes, que para o Barão de Antonina João da Silva Machado, foi quem ligou o Paraná a Cuiabá pelo sul de Mato Grosso, Lourenço Dias Baptista (filho de Lourenço Dias Batista, neto de Tomás Dias Baptista), sertanizou pelas bandas de Itararé, onde foi um dos seus fundadores.
Roberto Dias Batista foi um dos fundadores da Estada de Ferro Sorocabana. 
Há registros de povoadores do Rio Grande do Sul, Santa Catarina, Paraná e São Paulo. Nas artes destacaram-se os fundadores dos Mutantes, Sérgio e Arnaldo Dias Batista. Israel Dias Novaes foi por muitos anos deputado estadual em São Paulo. Claudia Dias Batista Souza, ficou conhecida como Monja Cohen, figura de destaque no Zen-budismo no Brasil. Há inúmeros prefeitos, vereadores, secretários municipais e estaduais, além de atores e atrizes entre os descendentes de Thomás Dias Batista. 
Publicações sobre a família Dias Batista
Genealogistas e historiadores publicaram pesquisas sobre a família Dias Batista, como o cônego Luís Castanho de Almeida(Volume IX da Revista do Instituto Heráldico-Genealógico referente anos 1942-1943. Carlos da Silveira foi outro a pesquisar. A Revista Genealógica Latina, do Instituto Genealógico Brasileiro, trata do tema em 1956, pelo genealogista Jair de Toledo Veiga. O historiador paranaense Pedro Novaes Rosas, ex-prefeito da histórica cidade de Castro, também escreveu sobre a família. Rubens Calazans Luz, publicou em 1993 o livro Genealogia das famílias Dias Baptista e Martins Dias Baptista e alguns anos depois “Santo Antônio das Minas do Apiaí”, pouco antes de falecer. 
Segundo extenso trabalho genealógico de Cláudio Dias Batista, ainda inédito, o sobrenome composto Dias Batista começa com Tomás, em Iguape no século XVIII e as origens vem da famosa “Terra Batista", localizada na freguesia de Nossa Senhora de Guadalupe, Porto da Cruz, na Ilha da Madeira, em 1470. 
Boa parte do trabalho de Cláudio Dias Batista, obtido através de pesquisas em cúrias diocesanas, arquivos públicos, sites na internet, museus e visitas aos locais no Brasil e Ilha da Madeira, vem sendo publicado em familysearch.org, o maior site genealógico mundial, mantido pela Igreja de Jesus Cristo dos Santos dos Últimos Dias e que provê acesso gratuito a todos os interessados. No site o usuario pode fazer buscas a partir dia dados que tem e ter acesso a registros originais, árvores completas, dados históricos e outras informações. 